# Никулица
Никулица или Николица (на средногръцки: Νικολιτζãς) е български аристократ, болярин от края на Х – началото на ХІ век.
В края на Х век Никулица е управител на град Лариса. В 983 г. Самуил завзема града след обсада и продава в робство всички жители, с изключение на рода на Никулица, който най-вероятно е от български произход и преминава на служба при българския владетел.
На Никулица е поверено управлението на Сервия след като крепостта е завладяна от болярина Димитър Полемарх. През 1002 г. византийците, начело с Василий II, обсаждат града и след дълга обсада успяват да пробият, въпреки отчаяната защита. Никулица е откаран в Константинопол и му е дадена титлата патриций. Но българският аристократ напуска Константинопол и се присъединява към силите на Самуил, които се опитват да си върнат Сервия. Василий II действа бързо, достига града с армията си и успява да отблъсне българите. Никулица скоро е заловен отново. Отведен е като затворник в Константинопол.
Успява да избяга още веднъж и продължава борбата. След смъртта на Иван Владислав през 1018 г. той е сред болярите, които продължават съпротивата в планинските райони на страната. След като войските му са обградени от византийската армия, разбира че по-нататъшната съпротива е безсмислена и се предава на Василий II с остатъка от армията си. Василий II го изпраща в Солун под арест.
Негов потомък е Никулица Делфина, оглавил в 1066 г. едно от следващите български въстания срещу империята.